# Glenarm
Glenarm är en ort i Storbritannien.   Den ligger i riksdelen Nordirland, i den västra delen av landet, 500 km nordväst om huvudstaden London. Glenarm ligger 11 meter över havet och antalet invånare är 582.
Terrängen runt Glenarm är kuperad västerut, men söderut är den platt. Havet är nära Glenarm åt nordost. Runt Glenarm är det glesbefolkat, med 17 invånare per kvadratkilometer. Närmaste större samhälle är Larne, 15,6 km sydost om Glenarm. Trakten runt Glenarm består i huvudsak av gräsmarker.